# Antonina (patricienne byzantine)
Pour les articles homonymes, voir Antonina.
Antonina (en grec Ἀντωνίνα) est une patricienne byzantine et l'épouse du général Bélisaire.
Il s'agit d'un personnage controversé que l'historien Paolo Cesaretti présente comme le « bras droit » de l'impératrice Théodora dans l'exercice du pouvoir.
D'après son contemporain, l'historien Procope, elle disposait d'une grande influence sur son mari. Née vers 495, elle survit à son mari qui meurt en 565.

## Jeunesse
Procope indique que le père et le grand-père d'Antonina étaient des conducteurs de char qui conduisaient devant différents publics, notamment à Constantinople et à Thessalonique. Procope ne mentionne pas leur nom. 
La mère d'Antonina, dont le nom ne nous est pas parvenu, était une actrice. Procope la mentionne avec mépris dans ses écrits. Il indique qu’elle était « une des prostituées du monde du théâtre ». Le terme utilisé pour « théâtre » dans ses écrits est « thymele » (grec: θυμέλη), qui équivaut au mot « orchestre » en grec (grec: ορχήστρα). On l’utilisait à l’époque pour désigner des artistes moins prestigieux que les acteurs tels que les acrobates, les danseurs, les jongleurs, etc. Le terme « artistes thyméliques » était presque toujours utilisé dans un sens négatif,.
Procope prétend qu’Antonina mena une vie de débauche durant sa jeunesse et qu’elle eut plusieurs enfants avant son mariage avec Bélisaire. À propos d'Antonina, Procope écrit : « Cette femme mena dans sa jeunesse une vie obscène et était un personnage dissolu. Elle côtoya plusieurs apprentis sorciers dans l’entourage de ses parents et en apprit suffisamment pour répondre à ses besoins. Elle devint plus tard la femme de Bélisaire, après être devenue la mère de ses enfants »,.
C’est à cette époque qu’elle rencontre Théodora, future impératrice, avec qui elle restera amie tout au long de sa vie. Les deux femmes ayant été des actrices et des courtisanes durant leur jeunesse, il est probable que ce soit par le monde du théâtre qu'elles se sont rencontrées.
Le mariage entre Antonina et Bélisaire aurait eu lieu vers 530, au moment même où Théodora devient impératrice et commence à constituer une cour autour d'elle. D'après Paolo Cesaretti, Théodora n'aurait pas été étrangère au mariage entre Bélisaire et Antonina. Selon l'historien, il est probable que ce soit Théodora elle-même qui ait suggéré le nom d'Antonina à Justinien qui l'aurait ensuite imposé à Bélisaire. Antonina étant plus âgée que Bélisaire, Théodora aurait vu en Antonina une partenaire parfaite pour celui-ci, capable d'administrer les richesses qu'il allait probablement amasser durant ses futures campagnes militaires.

## Relations avec Théodora

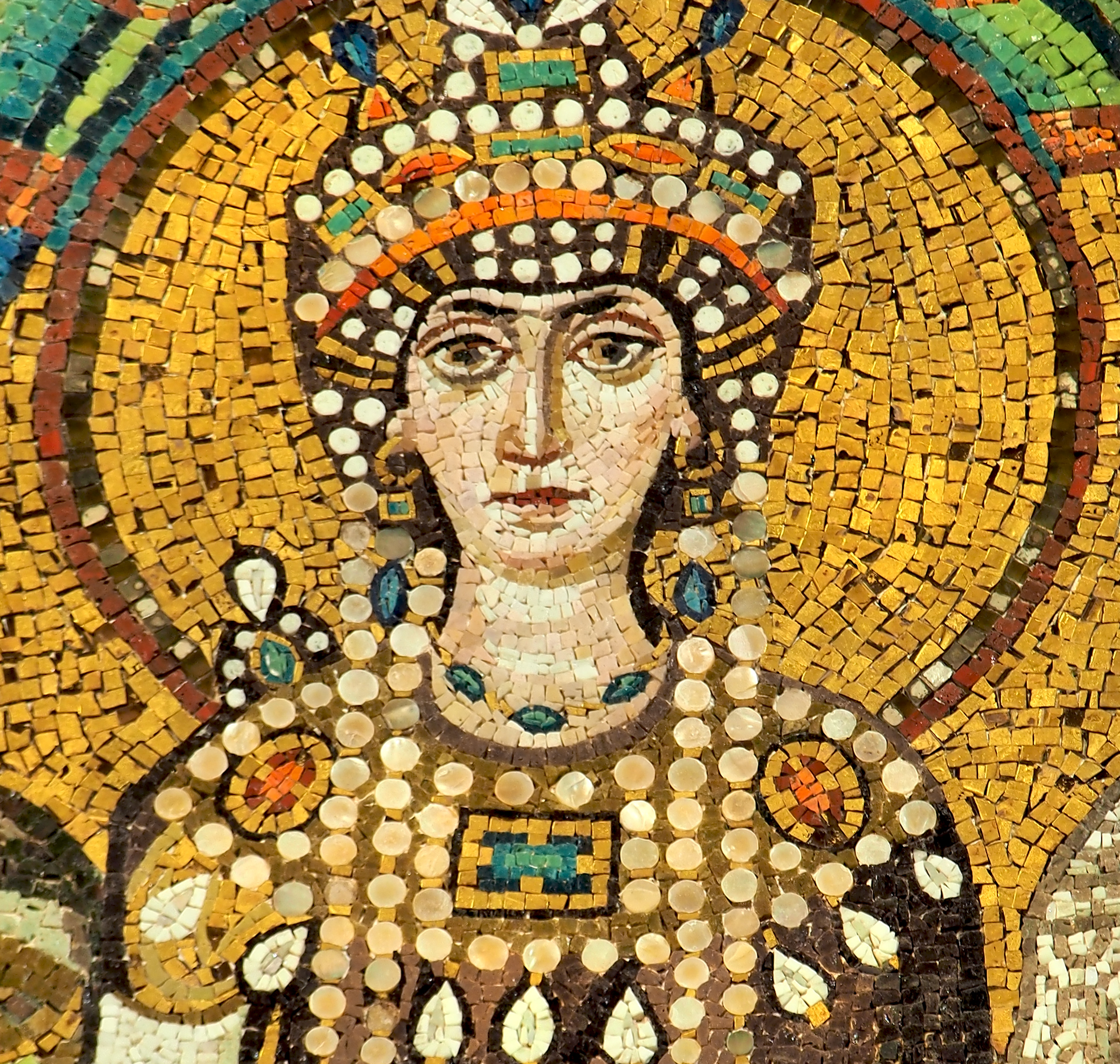
Théodora représentée sur une mosaïque de la Basilique Saint-Vital de Ravenne, 547 de notre ère.

Lorsque Théodora arrive au pouvoir, Antonina est nommée surintendante de la garde-robe. Petit à petit, elle devient la principale collaboratrice de l’impératrice. Malgré tout, leurs relations n’auraient pas toujours été au beau fixe, en raison des infidélités d’Antonina vis-à-vis de son mari Bélisaire, Théodora n’étant pas prête à transiger sur les vertus publiques demandées aux dames de sa cour.
En tant que secrétaire de Bélisaire, Procope faisait partie du cercle rapproché de ce dernier et de sa femme Antonina. Profitant de cette proximité, Procope n'hésite pas à décrire longuement dans ses écrits les escapades d'Antonina, notamment sa liaison avec un jeune Thrace du nom de Théodose, qui était également le filleul de Bélisaire. Cette relation aurait fortement déplu à l'impératrice Théodora. Bien qu'elles soient amies de longue date, Antonina craignait de perdre ses faveurs. Procope écrit en effet que :
« Antonina craignait d’être l’objet de quelque machination de l’impératrice qui se mettait souvent en colère contre elle et lui montrait les dents ».
Malgré leur différend à ce sujet, les deux femmes auraient travaillé en étroite collaboration, Antonina agissant comme un agent de Théodora à plusieurs reprises. Selon l'historien Henry Houssaye, Théodora aurait ainsi consenti à couvrir les aventures extra-conjugales de sa collaboratrice afin de gagner son dévouement. Préserver le secret d'Antonina était un moyen pour l’impératrice de s’assurer sa fidélité.
Femme au tempérament dynamique et habile aux intrigues, elle aurait aidé l'impératrice en diverses occasions, notamment pour éliminer des opposants politiques.

## Guerres des Vandales

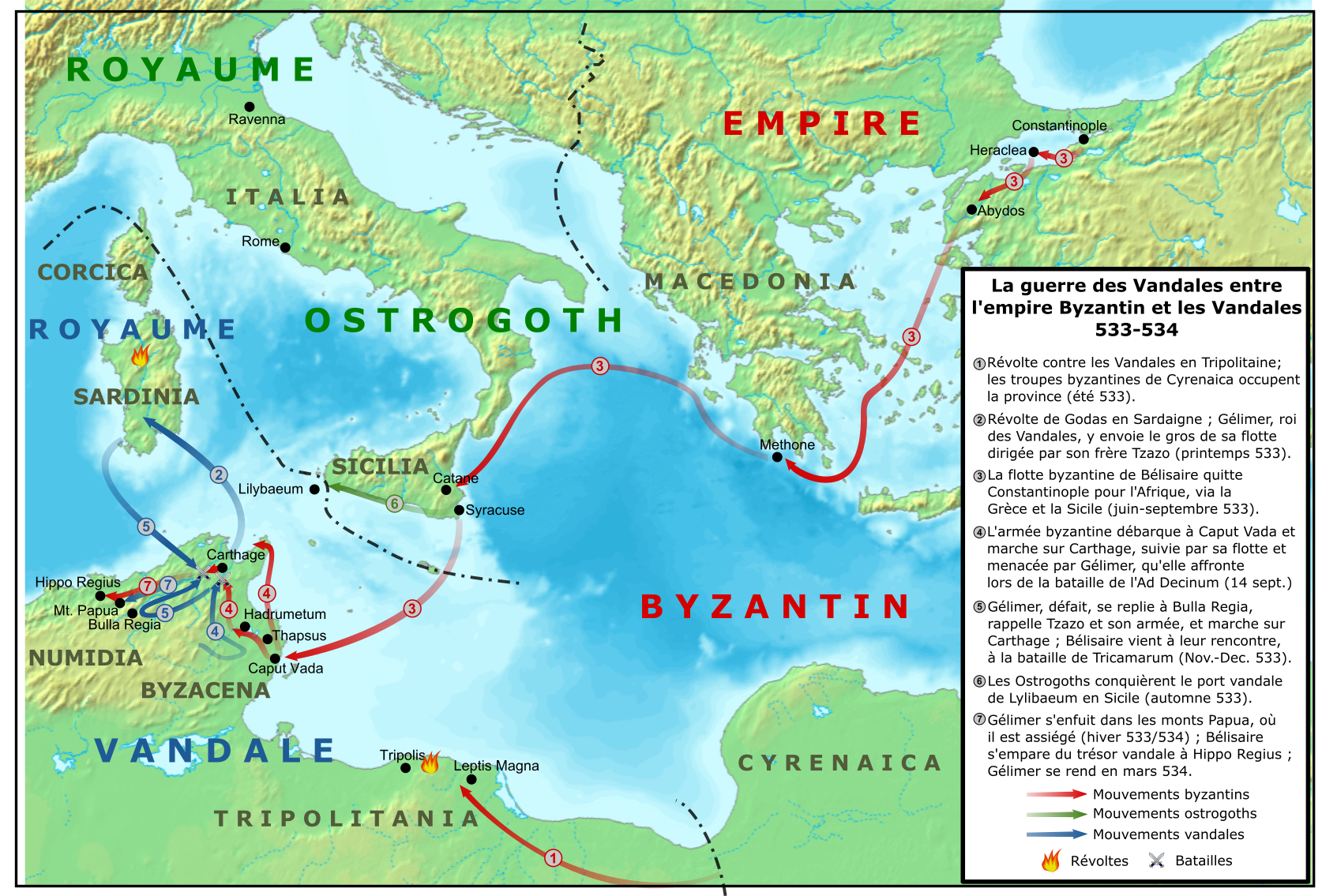
Carte des opérations de la guerre des Vandales en 533-534.

Selon les rumeurs de l'époque, Antonina prodiguait souvent des conseils utiles à son mari, le général Bélisaire, qu'elle accompagnait lors de ses différentes campagnes. Ce dévouement n'était cependant pas désintéressé. Selon Procope, il s'agissait en fait d'un moyen pour Antonina de garder une certaine influence sur lui :

« Afin que Bélisaire ne soit pas seul et ne vienne à penser ce qu'il devrait à son sujet, elle avait pris soin de voyager avec lui partout dans le monde,. »

Antonina est mentionnée pour la première fois lors de la campagne contre les Vandales de 533 à 535 :

« Au cours de la septième année du règne de Justinien, au moment de l'équinoxe de printemps, l'empereur ordonna au navire du général de mouiller l'ancre à un point situé devant le palais royal. Après cela, le général Bélisaire et sa femme, Antonina, embarquèrent,. »

Lors de la traversée de la mer Adriatique, les réserves d’eau de la marine byzantine auraient été contaminées. La seule exception était l'approvisionnement du bateau de Bélisaire, dont l'eau avait été préservée grâce à l'intervention d'Antonina. Celle-ci aurait en effet fait stocker l’eau dans des bocaux en verre et les auraient placés dans une pièce sécurisée, afin d’empêcher toute contamination. Procope écrit :

« La flotte atteignit le port de Zacynthus, où ils reçurent assez d’eau pour leur permettre de traverser la mer Adriatique. Après avoir finalisé leurs préparatifs, ils poursuivirent leur route. En raison d'un manque de vent, ils furent contraints de ralentir et ce n’est que le seizième jour qu’ils arrivèrent dans un endroit désert de la Sicile près du mont Aetna. C'est à cet endroit que les eaux de toute la flotte commencèrent à être contaminées, à l'exception de celle que Bélisaire et ses compagnons de table buvaient, car la femme de Bélisaire avait réussi à la préserver de la manière suivante : elle avait rempli des jarres de verre et avait construit une petite pièce avec des planches dans la cale du navire où il était impossible pour le soleil de pénétrer. Là, elle coula les bocaux dans le sable. Par ce moyen, l'eau est restée intacte »,. »

Les précautions d'Antonina permirent également probablement d'empêcher la croissance des algues à bord.
Une fois arrivés en Afrique de Nord, Bélisaire installa ses forces dans « un camp situé à trente-cinq stades de Decimum, entouré d'une solide palissade ». Procope écrit : « Bélisaire laissa sa femme en arrière avec l'infanterie barricadés dans le camp, puis il partit avec tous les cavaliers ». Alors qu'ils progressent vers Carthage, ils sont alors rejoints par l'armée vandale, qu'ils mettent en déroute lors de la bataille de l'Ad Decimum,. Antonina et l'infanterie les rejoignent le jour suivant : « Le lendemain, l'infanterie et l'épouse de Bélisaire se mirent en route et nous nous sommes tous dirigés ensemble vers la route de Carthage, où nous sommes arrivés en fin de soirée »,.

## Guerre des Goths

### Destitution du pape

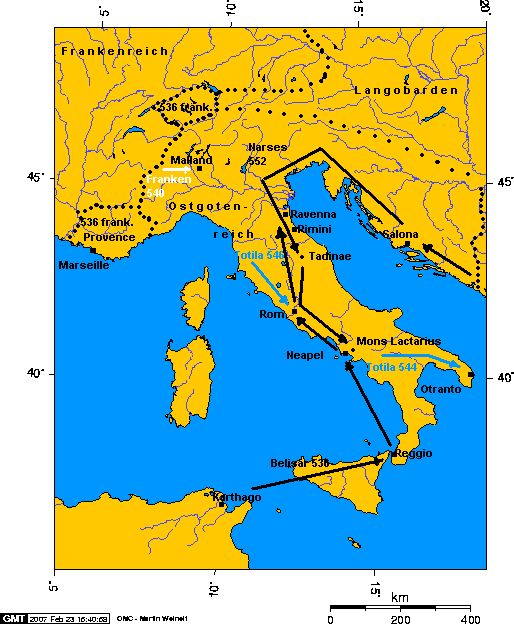
Carte des opérations de la guerre des Goths.

Antonina est ensuite mentionnée comme le bras armé de Théodora dans la déposition du pape Silvère en mars 537 au début de la guerre des Goths. Procope évoque l'événement dans un chapitre indépendant :

« Lorsque la reine rencontra des difficultés, Antonina gagna son amitié en l'aidant tout d'abord à détruire Silvère, comme je vais vous le raconter dans la suite de ce récit. »

Procope reste néanmoins flou sur la manière dont les deux femmes s’y seraient prises. L’ouvrage Liber Pontificalis, qui fut rédigé par des clercs de la cour pontificale, donne plus de précisions :

« L’Augusta [Théodora] était en colère contre Silvère. Elle envoya des instructions au patricien Vilisarius [Belisaire] afin de le faire arrêter : « Trouvez un prétexte pour accuser le pape Silverius et le destituer de l'évêché puis amenez le nous rapidement » […] Certains faux témoins, encouragés par ces instructions, se sont présentés au général et lui déclarèrent : « Nous avons trouvé le pape Silvère en train d'envoyer des lettres au roi des Goths ». Puis il [Bélisaire] ordonna au pape Silvère de venir le voir sur la colline du Pincio. Silvère se présenta seul et fut accompagné dans une salle privée où il fut reçu par Antonina. Celle-ci était allongée sur un lit. A ses pieds se trouvait le patricien Vilisarius [Bélisaire].  Antonina lui lança : « Alors, seigneur pape Silvère, que vous avons-nous fait, à vous et à tous les Romains ? Pourquoi êtes-vous si pressé de nous remettre aux mains des Goths ? » Tandis qu’elle parlait, le sous-diacre Jean lui enleva le pallium de son cou, le dépouilla de ses vêtements, le mit dans une robe de moine et l’emmena dans la clandestinité. »

D’après le Liber Pontificalis, Silvère aurait ensuite été envoyé en exil à Ponza, où il serait mort quelques mois plus tard, le 20 juin 537. La cause de sa mort n’est pas connue avec exactitude. Néanmoins certains historiens évoquèrent plus tard la thèse d’un assassinat. Certains rejettent la responsabilité sur le nouveau pape Vigile, d’autres sur Antonina. Dans plusieurs écrits, Antonina est ainsi décrite comme accomplissant sa mission avec « une efficacité impitoyable » et une « rapidité à couper le souffle ».
Liberatus de Carthage et Victor de Tunnuna rapportent qu'Antonina força le nouveau pape Vigile, au début de son mandat, à signer une déclaration de foi en faveur du monophysisme. Cette déclaration aurait été envoyée aux principaux évêques monophysites. Cependant cette affirmation est considérée comme douteuse, aucune autre source ne permettant de la confirmer.

### Siège de Rome
Lorsque les Goths assiégèrent Rome de mars 537 à mars 538, Antonina se tenait aux côtés de son mari, le général Bélisaire. À ce sujet, Procope écrit : « Au cours de la nuit, Bélisaire, qui avait jeûné jusque là, fut contraint par sa femme et ses amis qui étaient présents à manger un très petit pain, ».
Au cours de l’année 537, Bélisaire envoya ensuite Antonina à Naples, apparemment pour sa propre sécurité. Une fois là-bas, Antonina ne resta pas oisive. Elle aida notamment Procope, alors secrétaire de Bélisaire, à constituer une flotte, qui serait destinée à transporter du grain et des renforts à Rome via le port d'Ostie,. Procope écrit :

« Il [Bélisaire] demanda à Procope de charger autant de navires que possible avec du grain et de rassembler tous les soldats qui étaient arrivés à Naples depuis Byzance… Il ordonna ensuite à Martinus et Trajan de se rendre à Tarracina avec un millier d'hommes. Il demanda à sa femme Antonina de partir avec eux, en ordonnant qu’elle soit conduite à Naples avec une petite troupe, afin d’y attendre en toute sécurité le ravitaillement qui devait arriver… Martinus et Trajan parvinrent à traverser le camp ennemi en profitant de l’obscurité de la nuit. Après avoir atteint Tarracina, ils envoyèrent Antonina avec quelques hommes en Campanie… De son côté, Procope, qui était déjà arrivé en Campanie, rassembla là-bas moins de cinq cents soldats. Il chargea un grand nombre de navires avec du grain, et fit en sorte qu’ils se tiennent prêts. Il fut rejoint peu de temps après par Antonina, qui l'aida immédiatement à prendre les dispositions pour préparer la flotte. »

L’historien canadien Evans suppose que Procope aurait exagéré son propre rôle dans cette mission, car il semble qu’Antonina était elle-même chargée d’organiser l'expédition de grain.
Lorsque « la flotte des Isauriens » arrive enfin à Ostie, Antonina, en tant que responsable de l’acheminement des vivres, doit faire face à un certain nombre de problèmes. En effet, les cargaisons arrivées par bateau devaient initialement être transportées à Rome sur des péniches, mais les bœufs qui devaient tirer les péniches sur le Tibre étaient épuisés, « la moitié étant morts ». D’autre part, les routes des deux côtés du Tibre étaient bloquées. L’une d’elles était tenue par les Goths, l'autre était trop étroite et « totalement inutilisable ». Procope raconte :

« Au petit matin, Antonina et les autres commandants réfléchirent au moyen de transporter les cargaisons jusqu’à Rome. Ils choisirent des petits bateaux parmi les plus gros de la flotte, installèrent dessus des palissades de hautes planches de tous les côtés, afin que les hommes à bord ne soient pas exposés aux tirs de l'ennemi, et embarquèrent avec eux des archers et des marins en nombres appropriés pour chaque bateau.Après avoir chargé les bateaux avec toute la cargaison qu’ils pouvaient transporter, ils attendirent un vent favorable et partirent vers Rome en suivant le Tibre. Une partie de l’armée les suivit le long de la rive droite du fleuve afin de les soutenir en cas d’attaque. Cependant ils laissèrent un grand nombre d’Isauriens afin de garder les navires. […] Les barbares restèrent dans leur camp, soit parce qu’ils étaient terrifiés par le danger, soit parce qu’ils pensaient que les Romains ne réussiraient jamais par de tels moyens à faire venir des provisions. […] Après que les Romains aient fait plusieurs fois le trajet en remontant le fleuve de la même manière, et aient ainsi transporté toutes les cargaisons dans la ville sans encombre, les marins remontèrent dans les navires et se retirèrent très rapidement, car il était déjà presque l'heure du solstice d'hiver ; le reste de l'armée entra dans Rome, sauf Paulus qui resta à Ostie avec quelques-uns des Isauriens,. »

### Retour à Constantinople
Procopius accuse par ailleurs d'Antonina d'être impliquée dans la mort de Constantinus à la fin de 537.

« Peu de temps après, Antonina persuada Bélisaire de faire tuer Constantin. A cette époque avait été révélée l'affaire de Presidius et des poignards, comme je l'ai exposée dans le récit précédent. Bien que l'homme soit sur le point d'être acquitté, Antonina n'était pas satisfaite tant qu'elle ne l'aurait pas puni pour la remarque qu'il avait faite [contre elle] que je viens de mentionner, »

Cependant, Procope donne un récit assez différent des événements dans un autre passage, dans lequel il indique que Constantinus aurait été exécuté pour vol, insubordination et tentative d'assassinat sur Bélisaire.
Antonina séjourna ensuite probablement en Italie de 538 à 540, mais Procope ne donne aucun détail sur ses activités. Il indique simplement qu'elle et Bélisaire retournèrent à Constantinople en 540. Bélisaire avait en effet été rappelé pour participer à une nouvelle guerre contre les Perses. Procope écrit « A cette époque, Belisaire, après avoir conquis l'Italie, revint à Byzance sur convocation de l'empereur en compagnie de son épouse Antonina, afin de marcher contre les Perses ». D'après Procope, l'amant d'Antonina, Théodose, serait également revenu avec eux : « Là-bas [en Italie], elle avait profité pleinement des attentions de son amant et de la naïveté de son mari, puis était ensuite revenue à Byzance en compagnie de chacun d'eux,,. »

## Chute de Jean de Cappadoce
À son retour à Constantinople, Antonina aida Théodora dans sa lutte politique contre le préfet du prétoire d’Orient, Jean de Cappadoce. La chute et l’exil de ce dernier en 541 semblent avoir été le résultat d'une rivalité persistante entre lui, Théodora et Bélisaire. Jean et Théodora se livraient en effet une lutte d’influence auprès de Justinien, chacun cherchant des motifs d’accusation contre l’autre. L’impératrice et le préfet se haïssaient réciproquement. De son côté, Bélisaire avait gagné un soutien populaire considérable après son retour d’Italie et considérait Jean de Cappadoce comme un rival,,.
Dans ses écrits, Procope raconte en détail comment Théodora et Antonina brisèrent la carrière de Jean de Cappadoce :

« Bélisaire jouissait d'une popularité sans égale. C'est sur lui que les espoirs des Romains se concentrèrent lorsqu’il marcha une fois de plus contre les Perses, laissant sa femme à Byzance. De son côté, Antonina, la femme de Bélisaire (elle était la personne la plus douée dans le monde pour inventer l'impossible), cherchait à rendre service à l'impératrice. Elle élabora le plan suivant : Jean avait une fille, Euphémie, une femme réputée pour sa discrétion, mais qui était également très jeune, et donc très vulnérable. Elle était extrêmement aimée de son père car elle était son unique enfant. En traitant cette jeune femme avec bonté pendant plusieurs jours, Antonina réussit bientôt à gagner son amitié. Elle ne refusait d’ailleurs pas de lui livrer quelques secrets. Alors qu’Antonina se trouvait seule dans sa chambre en compagnie d’Euphémie, elle feignit de déplorer le sort qui l'attendait. Elle déclara à Euphémie que, même si Bélisaire avait réussi à étendre l'empire romain encore plus qu’avant, et qu'il avait capturé deux rois et amassé de grandes richesses à Byzance, il trouvait malgré tout Justinien ingrat ; puis Antonina poursuivit en critiquant également le gouvernement de Justinien et Théodora. Euphémie était ravie de ces paroles, car elle était également hostile à l’administration en place en raison de sa peur de l’impératrice. Elle dit à Antonina : « Et pourtant, ma très chère amie, c’est à toi et Bélisaire que tu dois t'en prendre car, bien que vous en ayez la possibilité, vous n'êtes pas disposés à utiliser votre pouvoir. »  Antonina lui répondu rapidement : « C’est parce que nous ne pouvons pas, ma fille, entreprendre des révolutions sur le champ, à moins que certains de nos compatriotes ne se joignent à nous pour cela. Maintenant, si votre père le voulait bien, nous pourrions très facilement organiser cela, projeter et accomplir tout ce que Dieu veut. » Quand Euphémie entendit cela, elle promit avec empressement à Antonina que sa proposition serait bientôt réalisée. Elle partit et porta immédiatement l'affaire à son père,. »

« Jean était satisfait du message de sa fille car il en déduisait que cette entreprise lui offrait un moyen d'accomplir ses prophéties et d’atteindre le pouvoir royal. Aussitôt et sans aucune hésitation, il donna son consentement et ordonna à sa fille d’organiser la rencontre avec Antonina. Le lendemain, il souhaitait venir de lui-même s’entretenir avec Antonina afin de prendre certains engagements. Lorsqu’Antonina apprit les intentions de Jean, elle prit ses précautions afin de ne pas éveiller sa méfiance. Elle déclara tout d’abord que pour le moment il était déconseillé de la rencontrer, de peur d’éveiller les soupçons et d’être poursuivis ensuite. Elle avait l’intention de partir rapidement pour l’Est afin de rejoindre son mari Bélisaire. Lorsqu’elle aurait quitté Byzance et atteint une maison dans un des faubourgs de la ville (qui s'appelait Rufinianae et qui appartenait à Bélisaire), Jean devait alors venir la rencontrer comme pour la saluer et l’escorter ensuite durant son voyage. Ils pourraient ainsi se concerter sur les questions relatives à l’Etat et prendre des engagements réciproques. Ce faisant, elle sembla convaincre Jean et une date précise fut choisie pour exécuter le plan. Antonina rapporta tout à l’impératrice qui approuva ce qu’elle avait planifié, et se montra enthousiaste comme jamais elle ne l'avait été auparavant,. »

« Lorsque la date approcha, Antonina dit au revoir à l'impératrice et partit de Constantinople. Comme prévu, elle se rendit à Rufinianae comme si elle allait débuter un voyage vers l’Orient. Jean vint la rejoindre dans la nuit suivant le plan convenu. Entre-temps, l'impératrice dénonça Jean à son mari. Elle envoya également l’eunuque Narsès et Marcellus le commandant des gardes du palais, à Rufinianae avec une escorte de soldats afin qu’ils puissent s’enquérir de ce qu’il s’y passait. S’ils trouvaient Jean en train de préparer une révolte, ils pourraient le tuer immédiatement et revenir. La petite troupe partit aussitôt. Cependant l’empereur avait été informé des intentions de sa femme. Il envoya alors un des amis de Jean afin de lui interdire de rencontrer Antonina en secret, pour quelque raison que ce soit. Jean ignora l'avertissement de l'empereur et rencontra vers minuit Antonina près d'un mur derrière lequel étaient postés Narsès et Marcellus avec leurs hommes de sorte qu’ils pouvaient entendre ce qu’ils disaient. Se sentant en confiance, Jean dévoila ses intentions. Il approuva de planifier un plan contre le pouvoir et prit des engagements dans ce sens. Narsès et Marcellus sortirent alors de leur cachette et se précipitèrent vers eux. Cependant, dans la confusion qui en résulta, les gardes du corps de Jean (qui se tenaient à proximité) vinrent immédiatement s’interposer. L’un d’eux frappa Marcellus avec son épée, sans savoir qui il était. Jean put ainsi s’échapper et retourna en ville à toute vitesse. S’il avait eu le courage d’aller aussitôt voir l’empereur, je pense qu’il aurait pu s’en sortir sans que l’empereur ne le punisse sévèrement, mais il préféra se réfugier dans un sanctuaire, ce qui donna l’opportunité à l’impératrice de manœuvrer contre lui comme elle le souhaitait,. »

Il semble en effet que Jean ait commis une erreur en cherchant refuge dans une église voisine. Celle-ci étant hors du périmètre de la justice impériale, ce geste fut ainsi perçu comme une preuve de sa culpabilité.
Procope poursuit : « Après avoir terminé son travail et avoir gagné encore davantage la confiance de l’impératrice, elle se dirigea vers l’Est en compagnie de son amant Théodose […] Là-bas, l’impératrice démontra à tous qu’elle pouvait récompenser ceux qui la servent par des dons toujours plus grands mais aussi par des faveurs sanglantes. Antonina avait tendu un piège à un de ses ennemis et avait trahi ce dernier. Elle récompensa alors Antonina en lui livrant une foule d’hommes et brisa leur vie, alors qu’aucune charge particulière n’avait été retenue contre eux,,. »

## Tensions avec Bélisaire

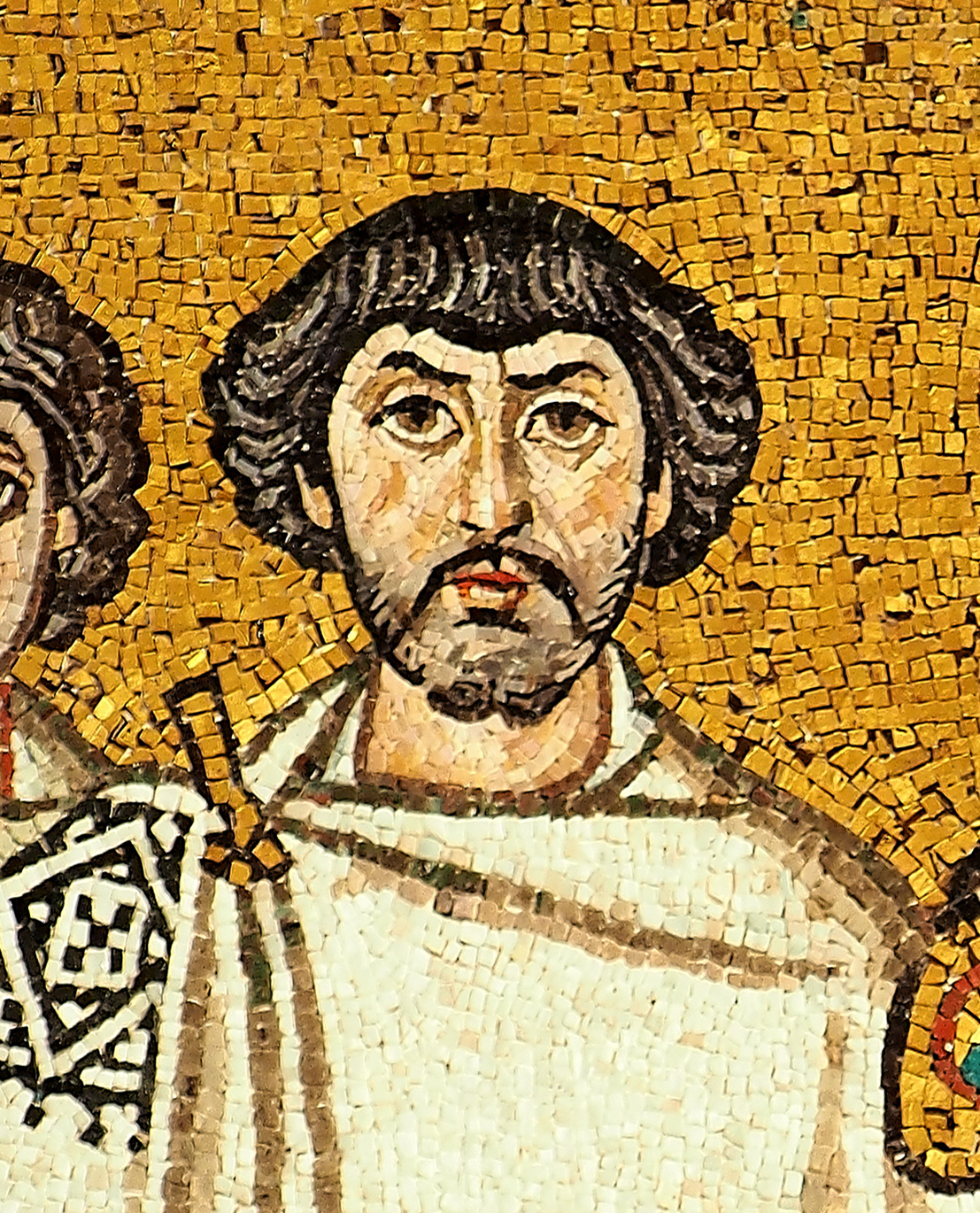
Ce personnage, représenté à la droite de l'empereur sur une mosaïque célébrant la reconquête de l’Italie par l’armée byzantine (basilique Saint-Vital de Ravenne), est probablement celui du général victorieux, Bélisaire.

Antonina accompagna ensuite son mari lorsque celui-ci partit combattre les Perses durant la guerre lazique. Cependant, sa liaison avec son amant Théodose causa des tensions au sein du couple. Son manque de discrétion lors de ses entrevues avec Théodose conduisit à une confrontation publique. Ses relations avec Photius, son fils né d’un précédent mariage, se détériorèrent également à cause de cette histoire. Bélisaire réussit à convaincra Photius d’agir en tant que son propre agent : « Les deux hommes se sont alors juré les serments les plus terribles parmi les chrétiens et se sont promis de ne jamais se trahir, même en face d’un danger mortel, ».
Antonina aurait rejoint Bélisaire peu après son retour de la forteresse de Sisauranon : « Quelqu'un l’aurait prévenu qu'elle était en chemin. Après quoi, considérant que toutes les autres choses avaient peu d’importance, il fit retraite avec son armée. À ce moment-là, certaines choses s’étaient produites au sein de l’armée, qui l’avaient déjà fait réfléchir sur une éventuelle retraite. Cette information le conduisit à prendre sa décision plus rapidement que prévu : « À cause de la mauvaise conduite de sa femme, il ne voulait pas rester dans une région aussi éloignée du territoire romain. Dès que sa femme serait arrivée de Byzance, il voulait pouvoir faire demi-tour, la rattraper et la punir immédiatement »,.
Bélisaire fit arrêter Antonina, tandis que Photius fut envoyé à Éphèse arrêter Théodose. « Quand Bélisaire fut de retour en territoire romain, il s'aperçut que sa femme était arrivée de Byzance. Il la fit mettre sous bonne garde, comme quelqu’un tombé en disgrâce. Bien qu’il ait envisagé de la détruire, son cœur fut vaincu, me semble-t-il, par une sorte d'amour enflammé. Certains disent que c'est aussi par magie qu’elle avait réussi à l’influencer, ».
L’impératrice Théodora intervint alors en faveur de son alliée et collaboratrice. Elle persuada Bélisaire et Antonina de revenir à Constantinople, puis elle se retourna contre les « proches » de Bélisaire et de Photius. Le couple dut se réconcilier sur ordre de Théodora, bien qu’elle ne sache pas encore où Photius avait enlevé et caché l’amant d’Antonina, Théodose : « Elle [Théodora] força Bélisaire, contre son gré, à se réconcilier avec sa femme Antonina. Elle infligea ensuite toute sorte de tortures à Photius, le faisant frapper sur le dos et sur les épaules à coups de fouet , ».
Théodora fit rechercher et délivrer Théodose puis le cacha dans le palais. Ensuite elle l’offrit en cadeau à Antonina, afin que leur liaison puisse se poursuivre : « Elle [Théodora] fit sortir Théodose de la chambre de l'un des eunuques et le montra à Antonina. Antonina était si heureuse qu'elle resta d'abord sans voix, puis elle fit grâce à Théodora qui lui avait rendu une si grande faveur, l’appelant sa bienfaitrice et sa maîtresse. L’impératrice fit installer Théodose dans le palais et lui conféra luxe et toutes sortes d’indulgence. Elle lui fit comprendre qu’elle pourrait faire de lui plus tard un général romain, mais une sorte de justice l'en empêcha, car il fut saisi d'une attaque de dysenterie et se retira du monde, ».
En 542-543, Bélisaire tomba ensuite en disgrâce mais pour des causes extérieures. Constantinople subissait alors une épidémie de peste et Justinien lui-même était gravement malade. Des rumeurs couraient au palais sur sa succession. Bélisaire et Bouzès, alors en campagne, auraient été surpris par des agents de Théodora en train de discuter sur la succession, se jurant de s’opposer à un empereur qui aurait été choisi sans leur consentement. Théodora s'en offusqua et les fit rappeler à Constantinople pour les faire juger. Bouzès fut arrêté et passa plus de deux ans dans une chambre souterraine située sous le quartier réservé aux femmes du palais. Bien qu’il fût ensuite libéré, Procope indique que Bouzès continua ensuite de souffrir d’une mauvaise vue et d’une mauvaise santé tout au long de sa vie à la suite de cette détention.
« Telle fut l’expérience de Bouzès. Quant à Bélisaire, bien qu'il n'ait été reconnu coupable d'aucun chef d'accusation, l'empereur, sous l'insistance de l'impératrice, le releva du commandement qu'il exerçait et le remplaça par Martinus en tant que général de l'Orient. […] Beaucoup de ses amis et de ceux qui avaient servi auprès de lui auparavant d’une manière ou d’une autre, avaient interdiction de lui rendre visite. Bélisaire n’était plus qu’un citoyen anonyme de Byzance, vagabondant dans les rues, triste, pratiquement seul, toujours pensif et sombre, redoutant qu’on vienne soudainement le tuer. » D’après Procope, Bélisaire aurait ensuite bénéficié de l’intervention d’Antonina pour retrouver la grâce de l’empereur.

## Dernières années

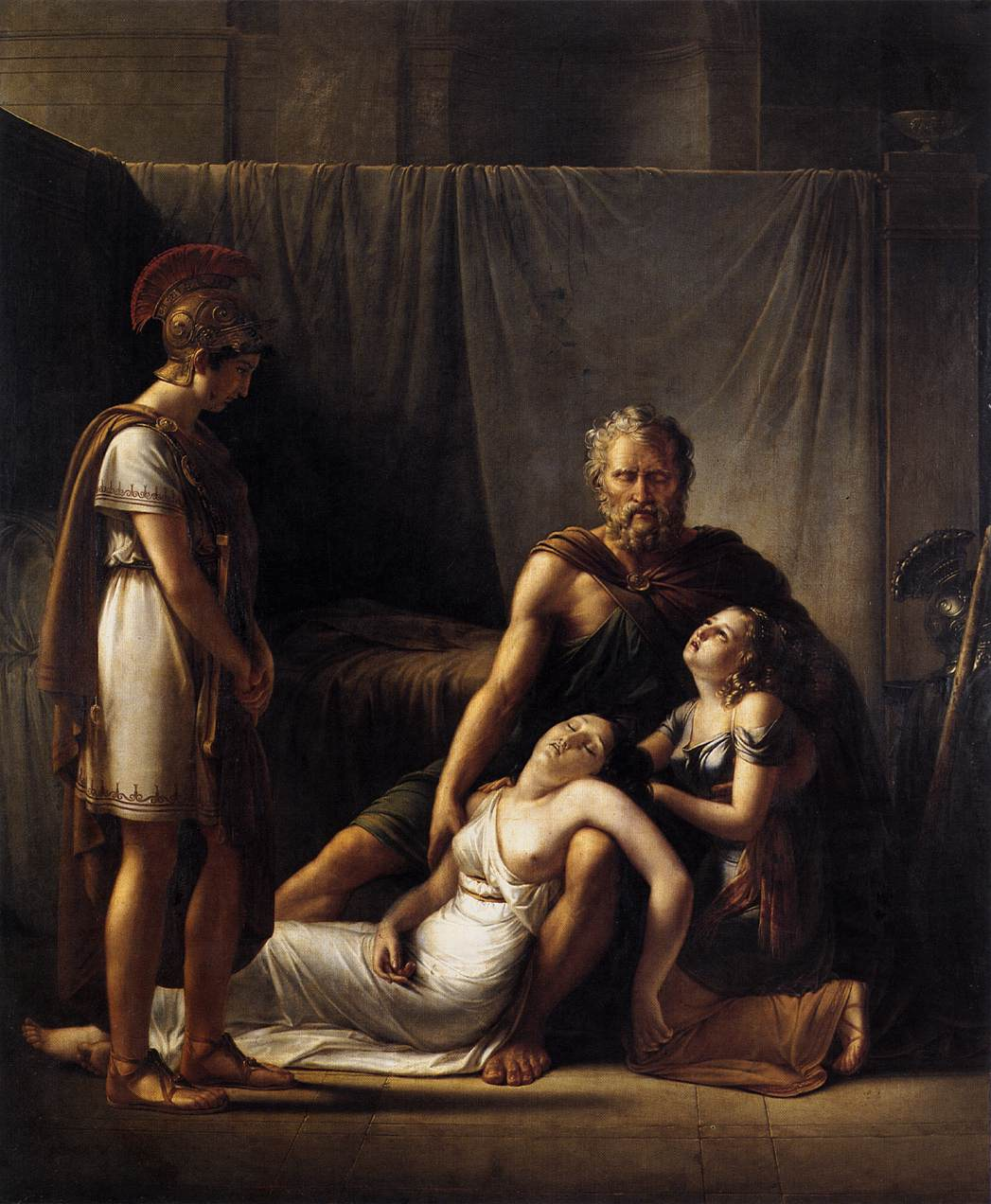
La Mort d’Antonina par François Joseph Kinson (v. 1817).

Lorsque Bélisaire fut rétabli dans ses fonctions, il aurait tenté de récupérer son poste de magister militum sur le front de l’Est, mais Antonina aurait empêché sa nomination, car cela lui aurait rappelé des souvenirs douloureux. Procope écrit : « Bélisaire demanda à ce qu'il puisse reprendre son poste et qu’il soit désigné général des armées de l'Est afin de pouvoir conduire l'armée romaine contre Chosroès et les Mèdes, mais Antonina n'en voulait rien ; elle affirmait qu’il l’avait insulté lorsqu’il officiait dans ces régions, et qu’il ne devrait pas y aller […] Ignorant ce qui s’était passé et oubliant les serments faits à Photius et aux autres membres de sa famille, il suivit docilement sa femme et se laissa séduire par elle bien qu’elle fût déjà âgée de soixante ans ». D’après l’âge indiqué par Procope, on peut donc estimer qu’elle serait née vers 484,.
Bélisaire fut alors renvoyé combattre les Goths en Italie. Antonina le suivit dans ses campagnes. Dans ses écrits, Procope laisse entrevoir le trajet de ses déplacements. En 546, elle se trouvait à Portus, puis à Croton à la fin de l’année 547 et enfin à Hydruntum en 548. Elle fut envoyée comme messagère à Constantinople. Sa mission était de convaincre l’empereur Justinien d’envoyer des renforts pour combattre les Goths. Lorsqu’elle arriva, l’impératrice Théodora était déjà morte. Antonina préféra insister auprès de Justinien afin qu’il rappelle Bélisaire à Constantinople.
Dans les années 540, la fille d’Antonina, Joannina, s'était mariée avec Anastase, un petit-fils de l’impératrice Théodora, malgré l'opposition d’Antonina. Au début de l’année 549, Antonina s’arrangea donc pour rompre ce mariage. Procope écrit : « Lorsqu’Antonina revint à Byzance, l’impératrice était morte. Elle oublia alors délibérément tous les avantages que l’impératrice lui avait apportés et ne prêta aucune attention au fait que si sa fille devait  épouser quelqu'un d'autre, ses antécédents feraient d’elle une prostituée. Elle rejeta l’union de sa fille avec le petit-fils de Théodora et força sa fille, contre son gré, à abandonner son bien-aimé, ce qui lui valut d’acquérir une réputation d’ingratitude envers toute l'humanité. Cependant, lorsque son mari arriva, elle n’eut aucune difficulté à le convaincre de se rallier à son avis, ce qui en dit long sur le caractère de cet homme à ce moment-là »,.
D’après le Patria de Constantinople, une source postérieure à Procope, Antonina aurait vécu plus longtemps que son mari Bélisaire, ce qui signifie qu’elle était encore en vie à la mort de celui-ci en 565. Elle serait allée vivre avec Vigilantia, la sœur de Justinien. Elle aurait apparemment persuadé Vigilantia de construire une église dédiée à Procope de Scythopolis. La même source indique qu’Antonina aurait obtenu le titre de patricienne zōstē, une dignité de haut-rang réservée exclusivement à celle qui fut la principale collaboratrice de l'impératrice. Si cette information est exacte, Antonina serait alors la première titulaire connue de ce titre. Un certain nombre d'historiens modernes ont accepté cette affirmation dans leurs travaux, néanmoins l’absence d’autres sources sur le sujet laissent planer le doute.

## Interprétations des historiens
L’historienne Lynda Garland s’interroge sur la place d’Antonina dans les écrits de Procope de Césarée. Elle note que ce dernier est la source principale sur la vie d’Antonina et Théodora. En tant que secrétaire et conseiller juridique de Bélisaire de 527 à 540, Procope avait la possibilité de connaître intimement Antonina. Sa position au plus proche du pouvoir lui permettrait également de faire la chronique des activités des deux femmes. En fait, il semble que Procope détestait Antonina. Son ouvrage Histoire Secrète démarre avec Antonina comme cible principale. Procope lui consacre ainsi les deux premiers chapitres. Ce n’est que dans les chapitres suivants qu’il s’intéresse aux cas de Théodora et Justinien.
Le récit de Procope repose certainement sur des faits. Cependant les détails les plus extravagants sur la réputation de débauchée d’Antonina proviennent probablement d’une tradition des écritures antiques envers les femmes considérées comme « nuisibles » à cause de leur influence. Antonina avait un talent certain pour les intrigues politiques, comme le démontre son rôle dans la destitution du pape Silvère et de Jean de Cappadoce. Elle réussit à faire apparaître Silvère comme un traître à la solde des Goths et parvient à démontrer que Jean était impliqué dans « un complot en vue de conquérir le trône ». Procope démontre ici sa connaissance des événements et des personnalités proches du pouvoir. Au travers de ses écrits, on devine qu’Antonina et Théodora avaient les mêmes origines et leur amitié datait d’avant leur accession au pouvoir.
Procope affirme dans plusieurs chapitres qu'Antonina était « habile en magie », une affirmation qui n’est pas prise au sérieux par les historiens modernes.
L’historien canadien Evans note que ce que nous savons d’Antonina reste incertain encore aujourd’hui. Selon lui, la mère d’Antonina n’était probablement pas une actrice, mais plutôt une strip-teaseuse. Du reste, peu d’informations existent concernant les origines d’Antonina. Elle faisait sans doute partie du monde du théâtre de Constantinople. C’est probablement par ce biais qu’elle rencontre Théodora, on ne sait quand ni comment. Théodora la recruta peut-être initialement comme agent et informateur. Bien que les deux femmes aient eu des liens étroits tout au long de leur vie, Evans note qu’il s’agissait d’une « relation inégale ».
Nous ne savons pas quand ni comment Antonina et Bélisaire se sont rencontrés. Théodora pourrait avoir présenté son amie au jeune garde du corps de l’empereur Justin Ier. L’Augusta aurait également pu aider Bélisaire à obtenir ensuite un poste de commandement, ce qui expliquerait la progression rapide de la carrière de Bélisaire. Antonina servit certainement ensuite d’intermédiaire entre Bélisaire et Théodora. Au moment de son mariage avec Bélisaire, il semble qu’elle n’était plus toute jeune. Des rumeurs indiquent qu’elle avait déjà plusieurs enfants mais rien ne permet de l’attester. Photius, qui réprima la révolte des Samaritains, est l’enfant d’Antonina au sujet duquel on a le plus de certitude.
Bélisaire est dépeint comme un mari dévoué, au contraire d’Antonina qui est décrite comme une épouse infidèle. Procope note cependant qu’elle était le plus « fidèle soutien et assistante » de Bélisaire. Elle accompagne notamment son mari dans ses différentes campagnes et joua un rôle important dans les opérations, tout en servant également d’agent à Théodora.
Le mariage de Joannina et Anastase montre néanmoins que les relations entre les deux femmes n’étaient pas au beau fixe. Théodora avait en effet décidé de marier son petit-fils avec la fille d’Antonina. C’est elle qui arrangea son mariage avec Joannina, malgré l’opposition d’Antonina. Le mariage eut probablement lieu entre 542 et 544, alors que Bélisaire était tombé en disgrâce. À ce moment-là, Bélisaire et Antonina n'étaient clairement pas en position de discuter. Lorsqu’Antonina tenta de reporter le mariage, Théodora leur força la main. Elle s’arrangea ensuite pour que le couple vive ensemble, alors qu’ils n’étaient pas encore mariés.
On est alors en 547. L’impératrice Théodora ressent à ce moment-là les premiers signes de la maladie (probablement un cancer) qui va l’emporter et sait que ses jours sont comptés. Elle craint qu’après sa mort, Antonina ne soit plus « loyale envers sa famille », ce qui expliquerait son obstination à organiser ce mariage entre leurs deux familles.
Procope met également en avant dans ses écrits la romance qu’aurait eu Antonina avec un jeune Thrace du nom de Théodose. Au moment de la guerre des Vandales, celui-ci est traité comme un fils adoptif de Bélisaire, bien qu'il n'ait apparemment pas été légalement adopté. Si cela avait été le cas, il aurait alors pris la place de Joannina, en tant qu’héritier de Bélisaire. La liaison entre Antonina et Théodose se serait poursuivie durant la guerre des Vandales et ensuite pendant la guerre des Goths, sans que Bélisaire ne s'en rende compte. Photius, un fils d’Antonina né d’un précédent mariage, aurait eu vent de l’affaire. Se sentant « rejeté » et dégoûté par sa mère, il aurait alors fait arrêter Théodose, mais ce n’est pas certain. L'historien Evans note que Théodose aurait peut-être tout simplement eu peur de son amante et qu'il se serait échappé pour devenir moine. Dans tous les cas, Antonina persuada Bélisaire et Justinien de rappeler Théodose. L’impératrice Théodora fit alors rechercher Théodose et le ramena à Antonina. Pour Evans, les intentions de Théodora n’étaient alors pas dénuées d’intérêt. Elle utilisa ensuite cette affaire afin de demander divers services à Antonina, qui pouvait difficilement refuser.

## Descendance
Procope indique qu’Antonina avait un fils, Photius et que celui-ci provenait d’un précédent mariage. 

« Le général et commandant en chef Bélisaire était accompagné d'hommes remarquables parmi ses lanceurs et ses gardes. Il était également accompagné de Photius, le fils qu’Antonina avait eu d’un précédent mariage. C’était un jeune homme qui portait encore sa première barbe mais il possédait une grande force de caractère,. »

« Il y avait également Valentinus, le garçon d’écurie de Photius, le fils d’Antonina, qui avait montré sa valeur de façon remarquable. Photius était quelqu’un qui pouvait se vexer facilement si quelqu’un avait plus d’influence que lui sur une autre personne, et dans le cas de Théodose et de ses accolytes, il avait raison de se sentir lésé dans le sens où lui n’était parti de rien, alors que Théodose disposait d’un grand pouvoir et avait acquis une grande richesse,. »

Photius est également mentionné dans les écrits de Liberatus de Carthage et de Jean d'Éphèse.
Bélisaire et Antonina eurent un seul enfant ensemble, une fille nommée Ioannina (ou Joannina). Procope écrit : « Théodora s'est rendu compte que cette fille serait l'unique héritière puisque Bélisaire n'avait pas d'autre progéniture ».

Antonina aurait également eu une fille avec un autre homme, nommé Ildiger. Celui-ci est mentionné comme étant le propre gendre d'Antonina (mais jamais officiellement comme le beau-fils de Bélisaire). Procope écrit 

« L'empereur envoya une autre armée aussi à Salomon avec Théodoras le Cappadocien et Ildiger qui était le gendre d'Antonina, la femme de Bélisaire. […] Les émissaires des barbares sont arrivés à Byzance escortés par des Romains et Ildiger, le beau-fils d'Antonina, est parti à Rome depuis la Libye avec de nombreux cavaliers,. »

Antonina a, semble-t-il, une petite fille dans les années 540 mais on ignore de quel enfant d’Antonina elle est issue. Elle est apparemment courtisée par Serge, le précepteur prétorien d'Afrique. Procope écrit : 

« Sergius était doux, peu guerrier et très immature. Il était dominé par la jalousie et l'esprit de fanfaronnade envers tous les hommes. Il était efféminé dans sa façon de vivre, et avait les joues gonflées de fierté. Mais comme il était devenu le soupirant de la fille d'Antonina, l’épouse de Bélisaire, l'impératrice n’était pas disposée à lui infliger un châtiment ou à le démettre de ses fonctions. »

## Sources
- (en) Cet article est partiellement ou en totalité issu de l’article de Wikipédia en anglais intitulé « Antonina (wife of Belisarius) » (voir la liste des auteurs).
- (en) John Bagnell Bury, History of the Later Roman Empire from the Death of Theodosius I to the Death of Justinian, Macmillan, 1923, « Volume 2 ».
- (en) James Allan Evans, The Empress Theodora : Partner of Justinian, University of Texas Press, 2003, 172 p. (ISBN 978-0-292-70270-7).
- (en) John R Martindale, A.H.M Jones et John Morris, The Prosopography of the Later Roman Empire, Volume III : AD 527–641, Cambridge (GB), Cambridge University Press, 1992, 1626 p. (ISBN 978-0-521-20160-5, BNF 35689139).
- (en) Marjorie Lightman et Benjamin Lightman, A to Z of ancient Greek and Roman women, revised edition, Infobase Publishing, 2007, 398 p. (ISBN 978-0-8160-6710-7).
- (en) Lynda Garland, Byzantine empresses : women and power in Byzantium, AD 527–1204, Routledge, 1999, 343 p. (ISBN 978-0-415-14688-3).
- Virginie Girod, Théodora, prostituée et impératrice de Byzance, Paris, Tallandier, 2018, 300 p. (ISBN 979-10-210-1822-8, BNF 45459000).
- Paolo Cesaretti, Théodora, impératrice de Byzance, Payot, 2003 (ISBN 978-2-228-89757-0).
- Henry Houssaye, L’Impératrice Théodora, Broché, 1889, 40 p. (ISBN 978-1-5454-5794-8)